# Las puertas del cielo
Las puertas del cielo es el decimoctavo álbum de estudio de la banda de rock española Medina Azahara, publicado en el año 2014 por Mano Negra Records / Ediciones Senador.
El disco fue grabado en los estudios Mart, en Córdoba, y producido por Manuel Ángel Mart, hijo del cantante Manuel Martínez.

## Lista de canciones
1. "Latidos" - 1:03
2. "Juegos A Media Luz" - 3:43
3. "Aprendimos A Vivir" - 4:40
4. "Niños De Cristal" - 4:12
5. "Somos Ángeles" - 4:23
6. "Hoy Quiero Vivir"
7. "Morir Junto A Ti" - 3:57
8. "Déjame Soñar" - 3:15
9. "Eres Estrella Errante" - 5:30
10. "Un Grito De Amor" - 4:10
11. "Ángel De Amor" - 5:10
12. "La Voz Del Poeta" - 4:22
13. "Grita" - 4:34
14. "¿Por Qué Nos Mienten?" - 4:04
15. "Gracias A Vosotros" - 4:10

## Personal
- Manuel Martínez - voz
- Paco Ventura - guitarra
- Juanjo Cobacho - bajo
- Nacho Santiago - batería
- Manuel Ibáñez - teclados